# Раа-Винтеръельм, Шарлотта
Шарлотта Раа-Винтеръельм (швед. Charlotta Raa-Winterhjelm, 20 ноября 1838 — 7 марта 1907) — шведская театральная актриса.

## Биография
Шарлотта Фошман родилась в Стокгольме в 1838 году, была дочерью ювелира.
В 1854—1856 годах она училась в актёрской школе Dramatens elevskola. После обучения она вместе с передвижными театрами путешествовала по Швеции и Финляндии. С 1860 г. она работала в Mindre teatern в Стокгольме. После присоединения в 1863 г. Mindre teatern к Королевскому драматическому театру многие актёры заключили новые контракты, но соперничество с ведущей актрисой Королевского театра Элисой Хвассер привело к тому, что Шарлотта была вынуждена искать место в театре Гётеборга, где она работала до 1866 г.
В 1866 г. Шарлотта перешла работать в Шведский театр в Гельсингфорсе, когда он открылся после пожара 1863 г. Это был первый национальный театр в Финляндии, и Шарлотта в 1866—1872 гг. была его ведущей актрисой в жанре романтической трагедии. В том же году она вышла замуж за актёра Фритьофа Раа.
Вместе с работой в театре Шарлотта в 1868 г. организовала собственную шведскоязычную труппу. Тогда же при театре была создана и актёрская школа, в которой Шарлотта преподавала драму. Она также работала над тем, чтобы внедрить на театральную сцену финский язык. В то время Финляндия была частью Российской империи, но высший класс продолжал использовать шведский язык, и на нём же говорил финский театр: актёры были либо из Швеции, либо из шведскоязычного меньшинства. В Финляндии поднималась волна народного самосознания и самобытности, и Шарлотта поддержала её. В ответ власти закрыли театральную школу. В знак протеста Шарлотта исполнила роли Офелии и леди Макбет на финском языке.
В 1872 г. Шарлотта создала финскую театральную труппу, но российские власти выступили против её деятельности, и она была вынуждена уехать с передвижным театром в Норвегию. Тогда же умер её первый муж. В Норвегии Шарлотта в 1874 г. во второй раз вышла замуж за норвежского писателя и журналиста Кристиана Винтерьельма и взяла новое имя Хедвиг, став известной как Хедвиг Раа-Винтерьелм. Её второй супруг оказался алкоголиком и запрещал ей подписывать долгосрочные контракты, и она продолжала работать только как приглашённая актриса. Она выступала в Швеции, Норвегии, Финляндии и Дании.
Шарлотта стала известной как переводчик произведений Генрика Ибсена. Она путешествовала в 1876—1878 и 1883 гг. под именем Элене Альвинг (персонаж пьесы Генрика Ибсена «Привидения») посетив Гельсингфорс, Копенгаген, Стокгольм и Осло. В Стокгольм она вернулась в 1883 г. Здесь она работала преподавателем драмы в школах и давала частные уроки. Она преподавала в Högre lärarinneseminariet (Стокгольм) до 1906 г.